# Łowcza (gromada)
Łowcza – dawna gromada, czyli najmniejsza jednostka podziału terytorialnego Polskiej Rzeczypospolitej Ludowej w latach 1954–1972.
Gromady, z gromadzkimi radami narodowymi (GRN) jako organami władzy najniższego stopnia na wsi, funkcjonowały od reformy reorganizującej administrację wiejską przeprowadzonej jesienią 1954 do momentu ich zniesienia z dniem 1 stycznia 1973, tym samym wypierając organizację gminną w latach 1954–1972.
Gromadę Łowcza z siedzibą GRN w Łowczy utworzono – jako jedną z 8759 gromad na obszarze Polski – w powiecie chełmskim w woj. lubelskim na mocy uchwały nr 7 WRN w Lublinie z dnia 5 października 1954. W skład jednostki weszły obszary dotychczasowych gromad Bukowski Las, Łowcza wieś, Łowcza kol., Malinówka, Piaski, Podpakule, Rudka Łowiecka, Tomaszówka i Wólka Petryłowska ze zniesionej gminy Bukowa w tymże powiecie. Dla gromady ustalono 13 członków gromadzkiej rady narodowej.
1 stycznia 1958 do gromady Łowcza włączono wieś Petryłów i kolonię Piski ze zniesionej gromady Chutcze w tymże powiecie.
1 stycznia 1969 gromadę zniesiono, włączając jej obszar do gromady Sawin w powiecie chełmskim (wsie Łowcza, Łowcza Kolonia, Malinówka, Podpakule, Petryłów, Kolonia Tomaszówka i Wólka Petryłowska) oraz do gromad: Hańsk (wsie Bukowski Las i Rudka Łowiecka) i Wola Uhruska (wieś Kolonia Piaski) w powiecie włodawskim.